# Aleksiej Szybajew
Aleksiej Iwanowicz Szybajew (ros. Алексе́й Ива́нович Шиба́ев, ur. 8 lutego?/21 lutego 1915 we wsi Masłowka w guberni niżnonowogrodzkiej, zm. 23 lipca 1991 w Moskwie) – radziecki polityk, I sekretarz Komitetu Obwodowego KPZR w Saratowie (1959–1976), członek KC KPZR (1961–1986), Bohater Pracy Socjalistycznej (1973).

## Życiorys
Po ukończeniu 1930 fakultetu robotniczego w Niżnym Nowogrodzie pracował w fabryce w tym mieście (1932 Niżny Nowogród zmienił nazwę na Gorki), w 1940 ukończył oddział wieczorowy Wydziału Fizyczno-Matematycznego Uniwersytetu Gorkowskiego. Od 1940 w WKP(b), w latach 1940–1943 inżynier konstruktor, zastępca szefa i szef warsztatu w fabryce samolotów w Gorkim, w latach 1943–1947 organizator partyjny KC WKP(b) w fabryce im. Czkałowa w Nowosybirsku, 1947–1950 dyrektor fabryki samolotów w Rostowie, a 1950–1955 w Saratowie. Od 1955 do 13 lipca 1959 II sekretarz, a od 13 lipca 1959 do 27 grudnia 1976 I sekretarz Saratowskiego Komitetu Obwodowego KPZR (od stycznia 1963 do grudnia 1964: Saratowskiego Przemysłowego Komitetu Obwodowego KPZR). Od 31 października 1961 do 25 lutego 1986 członek KC KPZR, w latach 1976–1982 przewodniczący Wszechzwiązkowej Centralnej Rady Związków Zawodowych, 1982–1985 zastępca ministra przemysłu lotniczego ZSRR ds. kadr, 1985–1986 zastępca dyrektora moskiewskiej fabryki samolotów ds. kadr, następnie na emeryturze. Deputowany do Rady Najwyższej ZSRR od 6 do 10 kadencji, 1977–1984 członek Prezydium Rady Najwyższej ZSRR.
W Saratowie zbudowano jego pomnik.

## Odznaczenia
- Medal Sierp i Młot Bohatera Pracy Socjalistycznej (7 grudnia 1973)
- Order Lenina (czterokrotnie)
- Order „Znak Honoru” (1942)

4 inne ordery oraz medale.